# Józef Żabner
Józef Żabner (ur. 17 października 1894 w Ostrowcu, zm. ?) – starszy sierżant Wojska Polskiego, działacz niepodległościowy, kawaler Orderu Virtuti Militari, wyznania mojżeszowego.

## Życiorys
Urodził się 17 października 1894 w Ostrowcu, w powiecie opatowskim, w rodzinie Naftuli, właściciela drukarni, i Perli z Krakowskich. Ukończył trzy oddziały szkoły powszechnej, trzy klasy gimnazjum, a później kursy maturalne. Z gimnazjum wystąpił z powodu trudnej sytuacji materialnej i rozpoczął pracę w drukarni ojca. W 1913 został członkiem ochotniczej straży ogniowej w Radomiu, a w następnym roku również członkiem miejscowej straży obywatelskiej. 15 kwietnia 1915 wstąpił do armii rosyjskiej. W listopadzie 1917 został zwolniony z armii rosyjskiej i wstąpił do polskiego 2 pułku inżynierii. Początkowo został przydzielony do parku saperskiego, później do 2. kompanii saperów por. Mariana Ejzerta, a w końcu do pułkowego plutonu łączności.
22 marca 1919 pod Kozicami został ranny.
W 1921, po zwolnieniu z wojska, został zatrudniony w jednej z warszawskich drukarni. W następstwie redukcji personelu stracił posadę i wrócił do Radomia, gdzie znów pracował w drukarni ojca.
Dział społecznie w Związku Kaniowczyków i Żeligowczyków (Oddział w Radomiu), Związku Strzeleckim (sekretarz komendy obwodu) i Stowarzyszeniu Rezerwistów i byłych Wojskowych (członek komisji rewizyjnej).
Był żonaty, miał córkę Ewę Berachę (ur. 1 stycznia 1929).

## Ordery i odznaczenia
- Krzyż Srebrny Orderu Wojskowego Virtuti Militari nr 5529 – 4 sierpnia 1922[4][5][6][7]
- Krzyż Walecznych[4]
- Medal Niepodległości – 20 grudnia 1932 „za pracę w dziele odzyskania niepodległości”[8][4]
- Medal Pamiątkowy za Wojnę 1918–1921[4]
- francuski Medal Pamiątkowy Wielkiej Wojny[4]
- Odznaka Pamiątkowa Więźniów Ideowych[4]
- Krzyż Kaniowski nr 770[4]
- Odznaka pamiątkowa „Orlęta”[4]
- Odznaka Pamiątkowa Frontu Litewsko-Białoruskiego[4]